# Animals (Maroon 5)
Animals è un singolo del gruppo musicale statunitense Maroon 5, pubblicato il 24 agosto 2014 come terzo estratto dal quinto album in studio V.

## Descrizione
Seconda traccia dell'album, il brano è stato composto dal frontman del gruppo Adam Levine insieme a Benny Blanco e Shellback, quest'ultimo produttore del brano.

## Video musicale
Il video, diretto da Samuel Bayer (che aveva già precedentemente collaborato con il gruppo per il loro singolo del 2012 Payphone), è stato reso disponibile il 29 settembre 2014 e ha come tema predominante lo stalking, oltre a presentare scene di violenza. In esso viene mostrato Levine rivestire i panni di uno stalker affetto da evidenti problemi psicologici che inizia a perseguitare una donna (interpretata dalla moglie del cantante, Behati Prinsloo) dopo che quest'ultima è entrata nel mattatoio in cui lavora. Nelle scene successive vengono infatti mostrati momenti in cui Levin la segue e la fotografa nei suoi momenti più privati fino ad arrivare, nella sua immaginazione, fino in camera da letto, sognando scene erotiche in mezzo al sangue.

## Tracce
Download digitale
1. Animals – 3:49

Download digitale – remix
1. Animals (Remix featuring J. Cole) – 3:59

CD singolo (Europa)
1. Animals – 3:49
2. Animals (Remix featuring J. Cole) – 3:59

## Formazione
Gruppo
- Adam Levine – voce
- James Valentine – chitarra solista
- Mickey Madden – basso
- Jesse Carmichael – tastiera
- PJ Morton – tastiera
- Matt Flynn – batteria, percussioni

Altri musicisti
- Shellback – chitarra, basso, tastiera e batteria aggiuntivi

Produzione
- Shellback – produzione, registrazione strumentazione, voce, cori e programmazione
- Max Martin – produzione esecutiva, registrazione voce
- Noah Passovoy – ingegneria del suono
- Eric Eylands – assistenza tecnica
- Șerban Ghenea – missaggio
- John Hanes – ingegneria al missaggio
- Tim Roberts – assistenza tecnica al missaggio
- Tom Coyne – mastering

## Classifiche

### Classifiche settimanali
| Classifica (2014-15) | Posizione massima |
| -------------------- | ----------------- |
| Austria              | 26                |
| Belgio (Fiandre)     | 47                |
| Belgio (Vallonia)    | 22                |
| Bulgaria             | 1                 |
| Canada               | 2                 |
| Corea del Sud        | 12                |
| Danimarca            | 15                |
| Finlandia            | 4                 |
| Francia              | 84                |
| Germania             | 11                |
| Irlanda              | 23                |
| Italia               | 13                |
| Libano               | 2                 |
| Norvegia             | 15                |
| Nuova Zelanda        | 11                |
| Paesi Bassi          | 18                |
| Polonia              | 4                 |
| Regno Unito          | 27                |
| Repubblica Ceca      | 3                 |
| Slovacchia           | 2                 |
| Slovenia             | 18                |
| Spagna               | 12                |
| Stati Uniti          | 3                 |
| Svezia               | 17                |
| Svizzera             | 18                |

### Classifiche di fine anno
| Classifica (2014) | Posizione |
| ----------------- | --------- |
| Canada            | 60        |
| Francia           | 144       |
| Germania          | 85        |
| Paesi Bassi       | 63        |
| Ucraina           | 137       |
| Stati Uniti       | 62        |
| Svezia            | 87        |
| Classifica (2015) | Posizione |
| Canada            | 41        |
| Francia           | 120       |
| Italia            | 86        |
| Stati Uniti       | 46        |